# Salvatore Esposito
Salvatore Esposito (Torre Annunziata, Nápoles, Italia, 3 de enero de 1948), es un exfutbolista y entrenador italiano. Se desempeñaba en la posición de centrocampista.

## Trayectoria
Se formó en las categorías inferiores de Libertas Vomero (un club de Nápoles), Rovigliano y Fiorentina. En 1966 debutó en el primer equipo viola, donde ganó el scudetto 1968/69. En 1972 volvió a su tierra nativa para jugar en el Napoli. Pronto se convirtió en titular del mediocampo partenopeo junto a Andrea Orlandini, quien ya fue su compañero en Florencia. Con los napolitanos se consagró campeón de la Copa Italia 1975-76 y de la Copa de la Liga anglo-italiana de 1976.
En 1977 pasó al Hellas Verona, donde jugó dos temporadas, para luego fichar por el Fano y el Siena. Concluyó su carrera en el Empoli de la Serie B, en 1984, totalizado 271 presencias y 8 goles en la Serie A, y 29 presencias y 2 goles en la Serie B.

## Selección nacional
Fue internacional con la selección de fútbol de Italia, en un partido ante la URSS, disputado el 8 de junio de 1975, durante su militancia en el Napoli.

## Clubes

### Como jugador
| Club             | País   | Año       |
| ---------------- | ------ | --------- |
| AC Fiorentina    | Italia | 1966-1972 |
| SSC Napoli       | Italia | 1972-1977 |
| Hellas Verona FC | Italia | 1977-1979 |
| Fano Calcio      | Italia | 1979-1981 |
| AC Siena         | Italia | 1981-1982 |
| Empoli FC        | Italia | 1982-1984 |

### Como entrenador
| Club               | País   | Año       |
| ------------------ | ------ | --------- |
| Fano Calcio        | Italia | 1989-1990 |
| Barletta CS        | Italia | 1990      |
| AC Siena           | Italia | 1991      |
| US Avellino        | Italia | 1993      |
| FC Turris 1944     | Italia | 1996-1997 |
| Ascoli Calcio 1898 | Italia | 1997-1998 |
| FC Turris 1944     | Italia | 1998-1999 |
| US Catanzaro       | Italia | 1999      |
| SS Cavese          | Italia | 2000-2001 |
| AC Viareggio       | Italia | 2001-2002 |

## Palmarés

### Campeonatos nacionales
| Título      | Club          | País   | Año         |
| ----------- | ------------- | ------ | ----------- |
| Serie A     | AC Fiorentina | Italia | 1968 - 1969 |
| Copa Italia | SSC Napoli    | Italia | 1975 - 1976 |

### Campeonatos internacionales
| Título                         | Club       | País   | Año  |
| ------------------------------ | ---------- | ------ | ---- |
| Copa de la Liga anglo-italiana | SSC Napoli | Italia | 1976 |